# Kirvessaari (ö i Södra Savolax, Nyslott, lat 61,76, long 28,85)
Kirvessaari är en ö i Finland. Den ligger i sjön Pihlajavesi och i kommunen Nyslott i  landskapet Södra Savolax, i den sydöstra delen av landet, 270 km nordost om huvudstaden Helsingfors. Öns area är 2,1 hektar och dess största längd är 270 meter i sydöst-nordvästlig riktning.